# 讷韦尔公爵宫

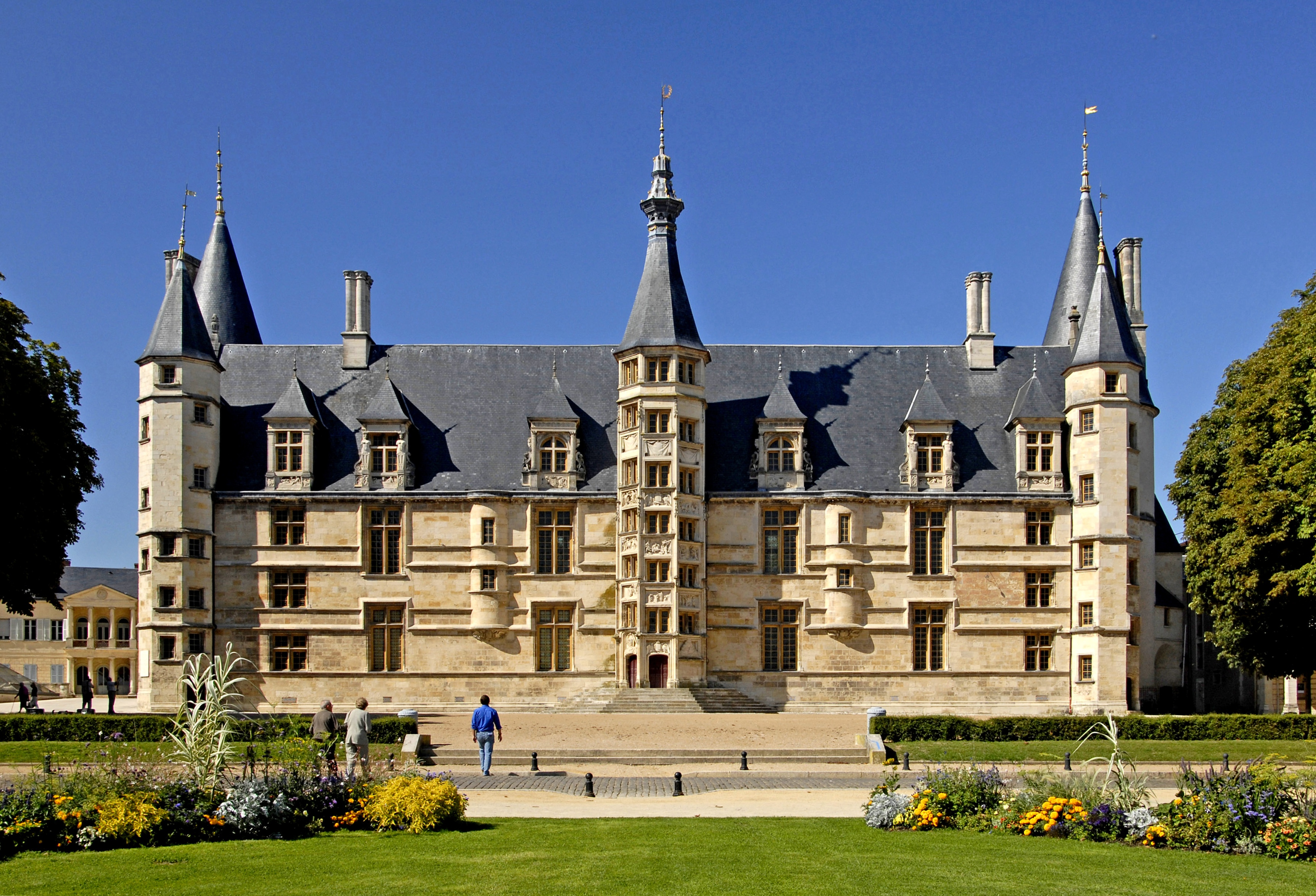
讷韦尔公爵宫

讷韦尔公爵宫（法語：Palais ducal de Nevers）是一座15世纪和16世纪城堡，原属讷韦尔公爵，位于法国勃艮第-弗朗什-孔泰大区涅夫勒省讷韦尔，建在山上，俯瞰着古城中心、共和广场和一个大公园。1840年列为“法国历史遗迹”。

## 历史
讷韦尔公爵宫被认为是卢瓦尔河谷的第一座城堡，拥有宽阔的文艺复兴立面，周围是多边形塔楼。在地下，有一个“前卫”博物馆和一个永久性展览，以非常生动的方式展示了讷韦尔过去和现在的生活。
这座建筑是为讷韦尔伯爵约翰·克莱米（John Clamecy）而建，在他的旧城堡的原址上。两座后塔被认为是最古老的（15世纪），16世纪，克莱夫斯家族重建城堡，增加中央塔楼的华丽楼梯。。从城堡开始，绿树成荫的长廊一直延伸到卢瓦尔河的边缘，可以俯瞰全景。
20世纪80年代，根据皮埃尔·贝雷戈瓦的命令进行了修复，讷韦尔公爵宫内设有市政厅（包括市长办公室和议会厅）、部分旅游办公室、展览厅、接待处、一个关于城市历史和优势的永久性展览 (一级方程式赛车、陶器等）和一个卢瓦尔河鱼类水族馆。
在修复发掘期间（主要是1988年），在讷韦尔的一处考古遗址中发现了许多14世纪的精美火炮的碎片，在法国是绝对独特的。
1993年5月1日，皮埃尔·贝雷戈瓦在讷韦尔自杀。5月4日，在讷韦尔公爵宫前，法国总统弗朗索瓦·密特朗发表了著名演讲：“世界上所有的理由，都不能证明人们有正当理由来破坏一个人的荣誉，最终牺牲他的生命为代价，这违反我们共和国的基本法，要保护我们每个人的尊严和自由。”